# Le Bébé Schtroumpf
Le Bébé Schtroumpf est la vingt-septième histoire de la série Les Schtroumpfs de Peyo. Elle est publiée en 1984 dans le no 2435 du journal Spirou, sous forme de mini-album, et la même année dans l'album du même nom.
L'histoire se déroule principalement au village Schtroumpf et dans la forêt.

## Résumé
En pleine nuit, une cigogne dépose un bébé schtroumpf devant une porte dans le village schtroumpf. La Schtroumpfette, enchantée en découvrant le bébé, le présente aux autres membres du village. Le bébé bénéficie de l'attention générale et inspire à tous des comportements de protection et de dévouement (excepté du Schtroumpf grognon). C'est alors que la cigogne revient au village, porteuse d'un mot réclamant la restitution du bébé. Les Schtroumpfs, à leur grande tristesse, doivent s'exécuter.
Seul le Schtroumpf grognon refuse vertement de rendre le bébé (pour lequel il s'est secrètement pris d'affection) et fuit avec lui dans la forêt, attendant le départ de la cigogne. Le village se met à leur recherche, sans résultats.
Le Schtroumpf grognon se cache sur une petite île, mais est forcé de partir à cause d'un violent orage. La fragilité du bébé finit par le convaincre de rentrer au village. La mort dans l'âme, les Schtroumpfs rendent le bébé, dont le départ crée un climat de tristesse et de morosité au village. Toutefois, la cigogne revient peu après, ramenant le bébé chez les Schtroumpfs de manière définitive pour la plus grande joie de tous.